# Sweet November
Sweet November (Alternativtitel: Sweet November – Eine Liebe im Herbst) ist ein US-amerikanischer Film aus dem Jahre 2001 mit Keanu Reeves und Charlize Theron in den Hauptrollen. Er ist eine Neuverfilmung des Filmes Sweet November – Adieu geliebter November aus dem Jahr 1968 mit Sandy Dennis und Anthony Newley in den Hauptrollen.

## Handlung
Der Werbedesigner Nelson Moss lebt ein Leben voller Stress und Hektik. Seine Freundin, neben der er aufwacht, wirft ihm vor, er habe keine Zeit für das Leben. Während einer Führerschein-Nachprüfung lernt er Sara Deever kennen, die er um Hilfe beim Test bittet. Bei Nelsons Versuch, mit ihr zu reden, erklärt der Prüfungsleiter irrtümlich Saras Test für ungültig, worauf sie einen Fahrer braucht. Nelson bringt sie zu einem Haus, aus dem Sara zu Experimenten bestimmte Hunde stiehlt.
Als ein wichtiger Kunde Nelsons Vorschläge ablehnt, rastet er aus und verliert seinen Job. Noch am selben Tag macht seine Freundin mit ihm Schluss, da sie sich ausgenutzt und allein fühlt. Deever bietet ihm an, einen Monat gemeinsam mit ihr zu verbringen, was ihn zum besseren Menschen machen solle. Er lacht sie zuerst aus, dann willigt er ein und wird ihr Mr. November.
Nelson verbringt einen Tag mit Sara im Park, um mit Hunden herumzutollen, und fragt sie, was an dieser Lebensart seiner eigenen überlegen sein solle. Er erfährt von Sara, dass sie selbst einmal Unternehmerin war, was sie jedoch als nicht erfüllend aufgab. Sein Freund Vince arrangiert ein Treffen mit dem Werbeunternehmer Edgar Price, der Nelson und Vince ein gutes Angebot macht. Da der arrogante Price einer Kellnerin Inkompetenz vorwirft und sie zum Weinen bringt, schlägt Nelson das Angebot aus. Er versöhnt sich mit Sara, die inzwischen ihrem Nachbarn Chaz, Zweifel anvertraut hatte, dass Nelson sich ändern könne. 
Nelson macht gerade Sara einen Heiratsantrag, als sie zusammenbricht. Von Chaz erfährt er, dass Sara unheilbar an Krebs erkrankt ist. Dennoch will er sie heiraten. Sie weist ihn jedoch zurück, da sie nicht möchte, dass er sie in diesem Zustand sieht. Am Thanksgiving denkt sich Nelson eine Überraschung aus, um Sara aufzumuntern, was auch glückt. Sie verbringen einen Tag und eine Nacht zusammen.
Als Nelson am frühen Morgen aufwacht, hört er, wie Sara gerade das Haus verlässt. Er rennt ihr hinterher und holt sie schließlich ein. Unter Tränen sagt sie ihm, dass sie nicht möchte, dass er sie langsam sterben sieht. Er solle sie so in Erinnerung behalten, wie sie jetzt sei. Sie sagt ihm, er sei ihre Unsterblichkeit, küsst ihn noch einmal und verbindet ihm mit ihrem Schal die Augen. Als er nach einiger Zeit den Schal abnimmt, ist sie bereits verschwunden.

## Kritiken
Das Lexikon des internationalen Films schrieb, der Film zeichne sich „durch eine paternalistische und vor allem in seinem verdrängenden Umgang mit dem Tod überaus problematische Haltung aus, die jeden Anflug von Leichtigkeit ungenießbar“ mache.
Die Zeitschrift Cinema schrieb, der Regisseur wandle „lustvoll auf dem schmalen Grat zwischen großen Gefühlen und großem Kitsch – nicht ohne ab und an auszurutschen“. Die „bewährte Chemie“ der Hauptdarsteller ermögliche es, „das tränenziehende Ende“ zu ertragen.

## Auszeichnungen
Der Film wurde im Jahr 2002 für die Darstellungen von Keanu Reeves (schlechtester Schauspieler) und Charlize Theron (schlechteste Schauspielerin) sowie in der Kategorie Schlechteste Neuverfilmung oder Fortsetzung für die Goldene Himbeere nominiert.

## Hintergründe
Für ihre Rolle in diesem Film lehnte Charlize Theron die weibliche Hauptrolle in Pearl Harbor ab. Der Film wurde in San Francisco, in Daly City und in San Rafael (Kalifornien) gedreht. Seine Produktionskosten betrugen schätzungsweise 40 Millionen US-Dollar. Der Film spielte in den Kinos der USA ca. 25,2 Millionen US-Dollar und weltweit ca. 65,7 Millionen US-Dollar ein. In den deutschen Kinos wurden ca. 382.000 Zuschauer gezählt.